# برنارد هارمز
برنارد هارمز (بالألمانية: Bernhard Harms)‏ هو أستاذ جامعي واقتصادي ألماني، ولد في 30 مارس 1876 في Detern ‏ في ألمانيا، وتوفي في 21 سبتمبر 1939 في برلين في ألمانيا.